# Ксюнин, Юлий Порфирьевич
Юлий Порфирьевич Ксюнин (10 февраля 1914, Томск, Российская империя — 26 августа 2019, Тамбов, Россия) — советский военный-подводник, капитан 1-го ранга. 

## Биография
Родился 10 февраля 1914 года в Томске в семье  Порфирия Порфирьевича — выпускника медицинского факультета Томского университета и его жены Юлии Семёновны — выпускницы высших женских курсов врачебно-педагогического контроля. Был пятым ребёнком в семье из шести детей. 
В 1939 году окончил Высшее военно-морское инженерное училище имени Ф. Э. Дзержинского, распределился на  Тихоокеанский флот, был назначен командиром подводной лодки М-30 («Малютка»), затем продолжил службу инженером-механиком подводных лодок в районе Владивостока. 
Во время Великой Отечественной войны Юлий Ксюнин был переведен в учебный отряд подводного плавания помощником начальника учебного отделения, где занимался подготовкой кадров для подводных лодок военных флотов СССР. Также принимал участие в подготовке легких водолазов для форсирования водных рубежей на фронтах Великой Отечественной войны. В 1944 году был переведён в учебный отряд Тихоокеанского флота на остров Русский преподавателем в электромеханическую школу. Непосредственно воевал в боях во время войны с Японией — в начале августа 1945 года участвовал в подготовке и высадке десанта в Северную Корею.
После службы на острове Русском Ю. П. Ксюнин в звании капитана 2-го ранга служил старшим офицером штаба Тихоокеанского флота. Затем стал начальником Военно-морского учебного центра добровольного общества содействия Военно-морскому флоту.  
С 1951 года был военным представителем Главного управления кораблестроения Военно-морского флота в Красноярске, Ярославле, а так же в ГДР.  
В 1960 году уволен в запас и с семьёй переехал в Тамбов. С 1961 года преподавал в Тамбовском автотранспортном техникуме начертательную геометрию и техническое черчение, позже перешел в Тамбовский филиал Московского института химического машиностроения (ныне Московский государственный университет инженерной экологии), где вел те же дисциплины. 
С 2000 года — капитан 1-го ранга. Занимался общественной деятельностью в ветеранских организациях. С 1996 по 2004 годы возглавлял городской комитет ветеранов Великой Отечественной войны. С 2012 года являлся почетным членом клуба моряков-подводников Санкт-Петербурга. Автор книги «Записки подводника».
Умер 26 августа 2019 года в Тамбове. Похоронен на Полынковском кладбище города Тамбова.

## Заслуги
- Награждён военными наградами — орденами Красного Знамени, Отечественной войны II степени, Красной Звезды[4] и медалями «За боевые заслуги», «За победу над Германией» и «За победу над Японией»[8][7]. Также награждён многими другими медалями, в числе которых «Ветеран труда» и медаль ордена «За заслуги перед Отечеством» II степени.[источник не указан 684 дня]
- В 2018 году имя Юлия Порфирьевича Ксюнина занесено на Доску Почёта городского округа город Тамбов[5].

## Память
- В 2020 году в Тамбове на улице Гастелло, дом № 32, в котором проживал Ксюнин Ю. П., была установлена мемориальная доска[8].